# Grön bladstekel
Grön bladstekel (Rhogogaster viridis) är en stekelart som först beskrevs av Carl von Linné 1758.  Rhogogaster viridis ingår i släktet Rhogogaster, och familjen bladsteklar. Arten är reproducerande i Sverige.